# Alexis Thérèse Petit
Alexis Thérèse Petit (ur. 2 października 1791 w Vesoul, zm. 21 czerwca 1820 w Paryżu) – francuski fizyk, profesor francuskiego École polytechnique.
Badał zjawiska cieplne. W 1818 roku wspólnie z Pierre'em Louisem Dulongiem wyprowadził ogólny wzór na szybkość ochładzania, zaś w 1819 roku z tym samym uczonym odkrył doświadczalnie prawo Dulonga-Petita. Petit skonstruował katetometr, laboratoryjny przyrząd do pomiaru odległości.